# Cù Thu Bạch
Cù Thu Bạch (29 tháng 1 năm 1899 - 18 tháng 6 năm 1935) (tiếng Trung Quốc: 瞿秋白; bính âm: Qū Qiūbái; tiếng Anh: Qu Qiubai), là nhà hoạt động chính trị, Tổng Bí thư Đảng Cộng sản Trung Quốc từ 7/1927 đến 7/1928 và từ tháng 9/1930 đến 1/1931; là nhà văn nổi tiếng của Trung Quốc thế kỷ XX. Cha ông tên là Cù Thế Duy, và mẹ ông tên là Cầm Tuyến. Ông sinh tại Thường Châu, Giang Tô, mất tại Trường Đinh, tỉnh Phúc Kiến, Trung Quốc.
Năm 1919, Cù Thu Bạch tham gia Phong trào Ngũ Tứ. Năm 1920, ông sang Liên Xô và năm 1922, gia nhập Đảng Cộng sản Trung Quốc. Cuối năm 1922, Cù Thu Bạch về nước và năm 1923, tại Đại hội Đảng Cộng sản Trung Quốc lần thứ III, ông được bầu làm Ủy viên Trung ương Đảng.

## Tổng bí thư Đảng Cộng sản Trung Quốc
Tại Đại hội lần thứ V của Đảng Cộng sản Trung Quốc họp từ ngày 27 tháng 4 đến ngày 9 tháng 5 năm 1927, tại Hán Khẩu (nay là Vũ Hán). Trần Độc Tú được bầu làm Tổng Bí thư. Nhưng do đường lối hữu khuynh, Trần Độc Tú bị cách chức Tổng Bí thư vào tháng 7 năm 1927. Từ tháng 8 năm 1927 đến tháng 7 năm 1928, Cù Thu Bạch giữ chức Bí thư Trung ương Đảng, đứng đầu Ban chấp hành Trung ương lâm thời phụ trách Trung ương lâm thời.

## Bị giết
Năm 1934, khi tình hình ở Thượng Hải quá nguy hiểm đối với những lãnh tụ Cộng sản, Cù Thu Bạch về căn cứ Xô viết ở Giang Tây. Khi xảy ra cuộc Vạn lý Trường chinh, Cù Thu Bạch đang bị lao phổi nặng nên phải ở lại căn cứ. Sau khi Hồng quân rút đi vài tuần, quân Quốc Dân Đảng tràn vào vùng Xô viết tàn sát Hồng quân, Cù Thu Bạch bị bắt vào ngày 23 tháng 2 năm 1935, bị tra tấn và dụ hàng nhưng ông vẫn giữ vững khí tiết, 4 tháng sau khi bị bắt, Quốc dân đảng hành quyết Cù Thu Bạch vào ngày 18/06/1935 khi ông mới 36 tuổi. Trong Cách mạng Văn hóa Cù Thu Bạch bị chỉ trích, mộ ông bị đập phá. Cho đến khi thời kỳ Đặng Tiểu Bình lãnh đạo Đảng ông mới được đánh giá lại công lao và khôi phục danh dự.

## Tác phẩm
A di đà Phật: một bài thơ đẫm chất Thiền của họ Cù:
阿弥陀佛
不用论断，
不用操心；
无知的寻求，
愚昧的评论。
日间之伤，
请以梦治；
明日之日，
自然能至。...
A di đà phật (Người dịch: Lương Duy Thứ, Nam Trân)
Đừng suy đoán
Đừng bận tâm
Tìm chi cái không biết
Bàn chi cái tối tăm
Vết thương trong ngày
Lấy mộng ban đêm hàn gắn
Ngày của ngày mai
Tự nhiên sẽ đến...
Các tác phẩm chính của Cù Thu Bạch là Hành trình qua xứ đói, Hồng đô tâm sử. Ông cũng viết nhiều công trình lý luận phê bình, dịch và giới thiệu nhiều tác phẩm văn học, đặc biệt là những tác phẩm văn học Nga thế kỷ XIX và văn học Xô-viết. Cù Thu Bạch cũng là bạn thân của nhà văn Lỗ Tấn và có ảnh hưởng lớn lao đến con đường văn học của họ Lỗ.
Chuyện tình cảm động giữa những năm tháng chiến tranh loạn lạc của Cù Thu Bạch Dương Chi Hoa được dựng thành và bộ phim sử thi lãng mạn The Seal of Love, tên tiếng Trung là Thu Chi Bạch Hoa, nghĩa là "hoa trắng mùa thu".